# Anton Lindgren
Anton Markus Lindgren (* 21. Februar 1919; † 16. September 2011 in Bern) war ein Schweizer Volkshochschuldirektor.
Lindgren unterrichtete von 1947 bis 1971 am Staatlichen Lehrerseminar Hofwil. Er promovierte, war von 1962 bis 1974 Direktor der Volkshochschule Bern und war Präsident der Kantonalen Kommission für Jugend- und Volksbibliotheken Bern.

## Schriften
- Volksschule und Volkshochschule. Huber, Frauenfeld 1968.
- Erinnerungen an Fellenberg und Hofwyl. Zum 200. Geburtstag von Philipp Emanuel von Fellenberg am 15. Juni 1971. (Co-Autoren: Victor Aimé Huber, Philipp Emanuel von Fallenberg). Erziehungsdirektion des Kantons Bern, Bern 1971.
- Volkshochschule Bern, 1919–1979. (mit Hanspeter Mattmüller), Editora Volkshochschule Bern, Bern 1979.
- Das bernische Staatsseminar unterwegs von Münchenbuchsee auf die Lerbermatt. [Vereinigung Ehem. Schüler d. Staatsseminars Bern-Hofwil], Bern 1985.
- Der Fall Schneider. (mit Franz Müller, Kaspar Weber). Editora Vereinigung ehemaliger Schüler des Staatsseminars Bern-Hofwil, 1989.
- Volkshochschule und Universität vor dem Zweiten Weltkrieg: Die Verhältnisse in Grossbritannien und in Deutschland – die Verhältnisse in Österreich – die Verhältnisse in der Schweiz. Bericht der 10. Konferenz, Schloss Münchenwiler bei Murten in der Schweiz. (Co-Autoren: C. Derek Legge, Arbeitskreis Historische Quellen der Öffentlichen Erwachsenenbildung Deutschland). 1991.